# Leslie Uggams

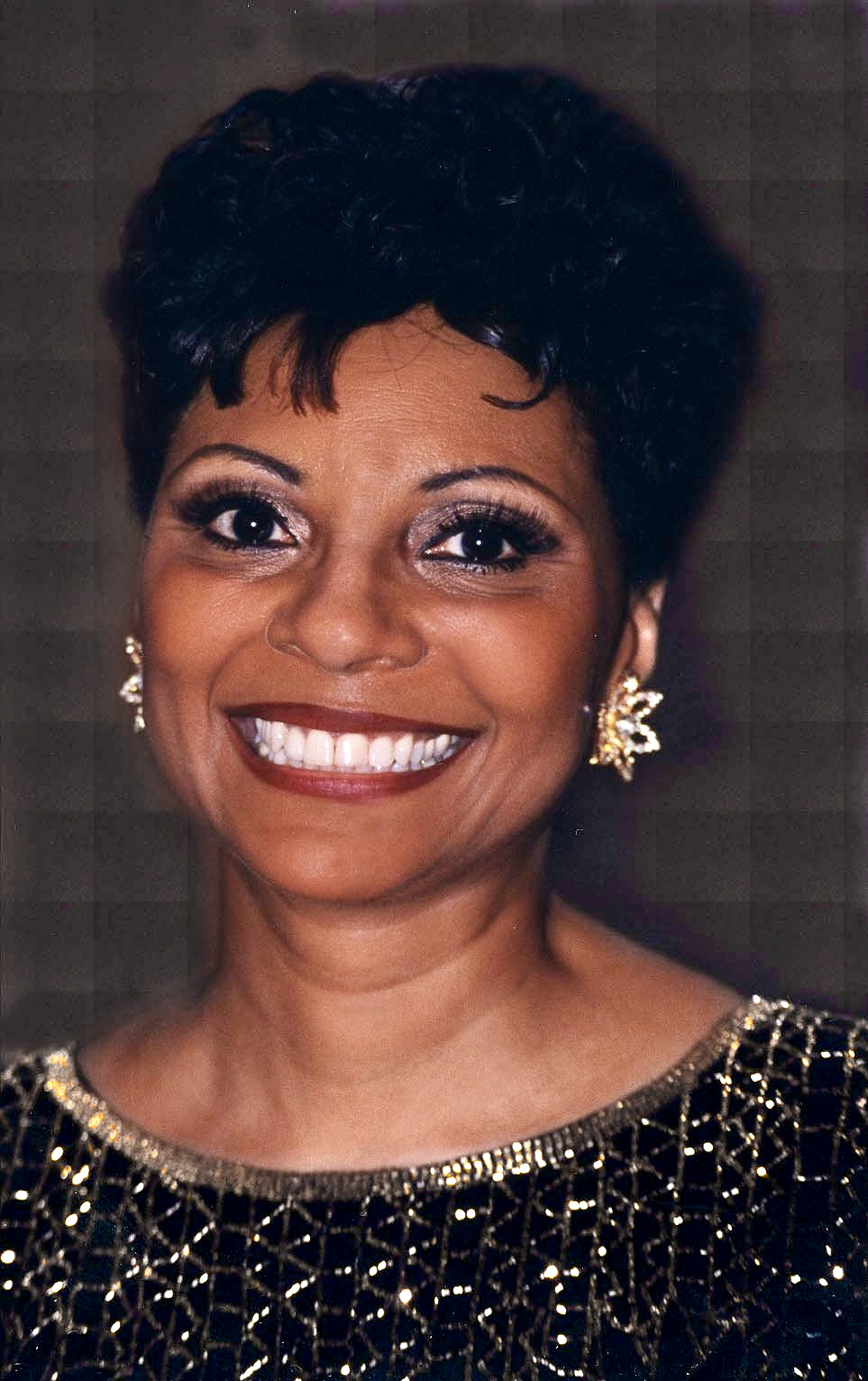
Leslie Uggams (1997)

Leslie Marian Uggams (* 25. Mai 1943 in New York City) ist eine US-amerikanische Sängerin und Schauspielerin.

## Leben
Leslie Uggams begann ihre Karriere als Kind 1950 beim Fernsehen und spielte die Nichte von Ethel Waters in der Serie Beulah. 1967 spielte sie am Broadway die Hauptrolle in dem Musical Hallelujah, Baby! von Jule Styne und Arthur Laurents. Ein Jahr später erhielt sie für diese Arbeit einen Tony Award. 1969 erhielt sie eine eigene Fernsehshow unter dem Titel The Leslie Uggams Show. Einem deutschen Publikum wurde sie in den 1970er Jahren bekannt, als sie die Rolle der Kizzy in der Fernsehserie Roots nach dem gleichnamigen Roman von Alex Haley spielte. Im Jahr 1975 entstand die LP Leslie Uggams für das legendäre Plattenlabel Motown. 1979 spielte sie das Dienstmädchen Lillian Rogers Parks in der US-Serie Weißes Haus, Hintereingang. Seit den 1980er Jahren ist sie vor allem in Broadwayproduktionen zu sehen. Hin und wieder übernimmt sie Gastrollen in US-amerikanischen Filmen und Fernsehserien.
Uggams ist seit 1965 verheiratet und hat mit ihrem Mann zwei Kinder.

## Diskografie
- The Eyes of God (Columbia CS8174, 1959)
- „Leslie Uggams On TV with Mitch Miller’s Sing Along Chorus“ (Columbia CL 1706, 1961)
- So In Love! (Columbia CS8871, 1963)
- A Time to Love (Atlantic 8128, 1966)
- What’s An Uggams? (Atlantic SD8196, 1968)
- Just to Satisfy You (Atlantic SD8241, 1969)
- Leslie (Columbia CS9936, 1970)
- Try To See It My Way (Sonday SL8000, 1972)
- Leslie Uggams (Motown M6846S1, 1975)

## Filmografie (Auswahl)
- 1962: Zwei Wochen in einer anderen Stadt (Two Weeks in Another Town)
- 1972: Black Girl
- 1972: Endstation Hölle (Skyjacked)
- 1975: Poor Pretty Eddie
- 1977: Roots (Fernsehserie)
- 1984: Magnum (Fernsehserie, Folge 4x15)
- 1994: Sugar Hill
- 2016–2020: Empire (Fernsehserie, 21 Folgen)
- 2016: Deadpool
- 2018: Deadpool 2
- 2022: Nanny
- 2023: Amerikanische Fiktion (American Fiction)
- 2024: Fallout (Fernsehserie, 5 Folgen)
- 2024: Deadpool & Wolverine